# 족 (생물학)
족(族, 영어: Tribe)은 생물 분류 단계 중 하나로 과의 아래이고 속의 위이다. 아족(subtribe)으로 더 세분하기도 한다. 관례적으로 족과 아족 모두를 포함하여 속 위의 모든 분류학적 등급은 대문자로 표기한다.
동물학에서 동물학적인 족 이름의 표준 어미는 "-ini"이다. (예: Caprini, Hominini, Bombini, Thunnini) 호미니니(Hominini)족은 일부 과학자들에 의해 여러 아족으로 나뉜다. 동물학 아족의 이름에 대한 표준 어미는 "-ina"이다.
식물학에서 식물족 이름의 표준 어미는 "-eae"이다. (예: Acalypheae, Hyacintheae) Hyacintheae족은 Massoniinae 아족을 포함하여 여러 아족으로 나누어진다. 식물 아족의 이름의 표준 어미는 "-inae"이다.
세균학에서 부족명의 형태는 식물학에서와 같다. 예를 들어 Pseudomonadeae는 속명 Pseudomonas를 기반으로 한다.

## 같이 보기
- 분류학